# 明山 (萨克达氏)
明山（穆麟德轉寫：mingšan；1761年—1834年），薩克達氏，滿洲鑲藍旗人，清朝官员、官至刑部尚書。
明山乃監生出身，乾隆末年由筆帖式入仕，嘉慶年間由道員、按察使、布政使等職升至貴州巡撫、雲貴總督。道光四年（1824年）被召入都，任刑部尚書、都統等職。道光十四年（1834年）病故，是嘉慶道光兩朝的名臣。
明山子祺昌，官至兵部員外郎，其孫富泰，出仕至太僕寺卿，富泰為咸豐帝即位前的嫡福晉孝德顯皇后的父親。同治元年（1862年）八月，追封明山為三等承恩公，諡慤。